# Sivas (musiker)
Siavash Memaran-Torbati (født 16. december 1984 i Teheran, Iran, bedre kendt som Sivas eller S!vas) er en dansk rapper med iranske rødder.

## Baggrund
Sivas er født i Tehran i Iran, og kom i 1990 til Brøndby Strand i en alder af seks år.

## Karriere
I 2013 debuterede han med ep'en d.a.u.d.a, som fik gode anmeldelser med på vejen, der for alvor skabte opmærksomhed omkring rapperen. Især singlen "d.a.u.d.a.", sammen med Gilli, blev et stort hit. Sproget på ep'en er dansk, engelsk, persisk, arabisk, tyrkisk og gadeslang, og er blevet beskrevet som "ghettodansk". For ep'en blev Sivas normineret til fem priser ved Danish Music Awards 2014 for Årets danske udgivelse, Årets nye danske navn, Årets danske sangskriver, Årets danske urbanudgivelse, og Årets idé. Han vandt prisen "Årets danske urbanudgivelse"
I november 2015 udgav Sivas singlen 'Jaja' forud for albummet Familie Før Para.
Sivas har også tidligere medvirket på sange fra blandt andre Jooks, som han tidligere har været backup-rapper for. I 2014 var han nomineret som P3 Talentet til P3 Guld. Sivas medvirkede i 2014 på singlen "Stein Bagger" fra albummet Forbandede Ungdom fra Ukendt Kunstner.
Sivas udgav den. 12 januar 2018 sangen "Sidste Timer", og under 48 timer senere, lå den nummer 2 på Spotify i Danmark.
D. 20 april 2018 udkom Sivas' andet album Ultra, som indeholder gæstevers fra bl.a. Gilli & Stepz. Ved udgivelsen af albummet fik det generelt positive anmeldelser.
D. 26. april 2019 udkom Sivas' seneste album Contra.

## Diskografi

### Album
| Titel            | Albumdetaljer                                                              | Højeste placering | Certificering |
| Titel            | Albumdetaljer                                                              | Danmark           | Certificering |
| ---------------- | -------------------------------------------------------------------------- | ----------------- | ------------- |
| Familie Før Para | - Udgivet: 15. februar 2016 - Selskab: Forbandet Ungdom - Format: Download | 5                 | - Guld        |
| Ultra            | - Udgivet: 20. april 2018 - Selskab: disco:wax - Format: Download          | 1                 |               |
| Contra           | - Udgivet: 26. april 2019 - Selskab: Sony Music - Format: Download         | 1                 |               |

### EP'er
- d.a.u.d.a (2013)
- d.a.u.d.a II (2014)

### Singler
| År                                                               | Titel                                   | Højeste placering | Højeste placering | Højeste placering | Certificering           | Album            |
| År                                                               | Titel                                   | Download          | Streaming         | Airplay           | Certificering           | Album            |
| ---------------------------------------------------------------- | --------------------------------------- | ----------------- | ----------------- | ----------------- | ----------------------- | ---------------- |
| 2013                                                             | "Ordet på gaden (intro)"                |                   |                   |                   |                         |                  |
| 2013                                                             | "d.a.u.d.a" (featuring Gilli)           | 27                | —                 | —                 | - 2× Platin (streaming) | d.a.u.d.a        |
| 2014                                                             | "Kbhavana"                              | —                 | —                 | —                 | - Guld (streaming)      | d.a.u.d.a        |
| 2014                                                             | "Det gode liv"                          | 23                | 10                | 7                 | - Platin (streaming)    | d.a.u.d.a II     |
| 2015                                                             | "JaJa"                                  | 15                | 15                | 8                 | - Guld                  | Familie før para |
| 2016                                                             | "Kun hinanden" (featuring Gilli)        | 27                | 27                | —                 | - Guld                  | Familie før para |
| 2016                                                             | "Ung igen"                              | —                 | —                 | —                 |                         | Familie før para |
| 2016                                                             | "Ritualet"                              | —                 | —                 | —                 |                         |                  |
| 2017                                                             | "Saucen"                                | —                 | —                 | —                 |                         |                  |
| 2017                                                             | "Vejen"                                 | 20                | 20                | —                 |                         | Ultra            |
| 2018                                                             | "Sidste timer                           | 3                 | 3                 | —                 | - Guld                  | Ultra            |
| 2018                                                             | "Colombiana" (featuring Gilli)          | 4                 | 4                 | —                 |                         | Ultra            |
| 2018                                                             | "Oui" (featuring Node og Gilli)         | 1                 | 1                 | —                 |                         |                  |
| 2020                                                             | "GoMore" (Featuring Larry)              |                   |                   |                   |                         | GoMore           |
| 2020                                                             | "Crimewave"                             |                   |                   |                   |                         | Crimewave        |
| 2020                                                             | "Notorius"                              |                   |                   |                   |                         | Notorius         |
| 2020                                                             | "Comfy" (featuring Kesi, Noah Carter)   |                   |                   |                   |                         | Comfy            |
| 2020                                                             | "Moonlight" (Featuring Amina, Branco)   |                   |                   |                   |                         | Moonlight        |
| 2021                                                             | Rider (Featuring Trey & Zey)            |                   |                   |                   |                         | Rider            |
| 2021                                                             | Ups N Downs                             |                   |                   |                   |                         | Ups N Downs      |
| 2021                                                             | Shotcaller                              |                   |                   |                   |                         | Shotcaller       |
| 2021                                                             | Push It To Limit (Featuring Lord Siva)  |                   |                   |                   |                         | Push It To Limit |
| 2022                                                             | Delorians (Featuting Hans Philip)       |                   |                   |                   |                         | Delorians        |
| 2022                                                             | Golazo (Featuring Xabski)               |                   |                   |                   |                         | Golazo           |
| 2022                                                             | WALOU (Ft. Burhan G, Stepz, Outlandish) |                   |                   |                   |                         | WALOU            |
| "—" markerer en udgivelse der ikke opnåede en hitlisteplacering. |                                         |                   |                   |                   |                         |                  |